# Jacobus Grooff
Jacobus Grooff (Amsterdam, 3 augustus 1800 - Paramaribo, 29 april 1852) was een Nederlands bisschop van de Rooms-Katholieke Kerk die zowel in Suriname als in Nederlands-Indië heeft gewerkt.

## Opleiding
Grooff studeerde theologie aan het groot-seminarie in Warmond. Zonder zijn opleiding voltooid te hebben werd hij op 19 augustus 1825 in Münster tot priester gewijd, teneinde op missie gestuurd te kunnen worden naar Suriname, waar kort tevoren de laatste priester, Van der Horst, was overleden. 

## Suriname
Grooff reisde als assistent mee met Martinus van der Weijden. Na het vroeg overlijden van Van der Weijden in 1826 werd Grooff zijn logische opvolger. In 1827 werd hij benoemd als de derde apostolisch prefect (bestuurder) van Nederlands-Guyana (Suriname). In de tijd waarin Grooff carrière maakte binnen het koloniale rijk -gebaseerd op slavernij- werd in toenemende mate belang gehecht aan missionering. De protestantse zending kreeg van staatswege voorrang boven de katholieke missie, die zich moest 'invechten' in Suriname. In 1828 kwamen de eerste twee priesters over uit Nederland om Grooff bij te staan. De een werd 'krankzinnig' (Hagemann) en verliet de missie al na enkele maanden, de ander overleed binnen een jaar aan de gevolgen van een beenafzetting (Peters). In 1830 arriveerden er opnieuw twee missionarissen te weten Terstappen en Schepers, zijn latere opvolger.

### Gevangenisbezoek
In september 1832 was Groof getuige van de tweede grote stadsbrand van Paramaribo. Vijf hoofdverdachten werden in januari 1833 ter dood veroordeeld. De protestant Teenstra was ervan getuige hoe dezelfde dag een Herrnhutter zendeling (Voigt) tevergeefs had gepoogd christelijke denkbeelden bij de verdachten in te brengen (zoals berouw van zonden en leven na de dood). De dag erop bezocht ook Grooff de 'ongedoopte' gevangenen (Codjo, Mentor, Present en Tom). Door zijn aanhoudendheid zouden zij zich alsnog hebben laten dopen. Eén reeds gedoopte (Winst) zou bovendien zijn eerste communie hebben ontvangen. Hier waren echter geen getuigen bij. De necrologie van Grooff (maandblad De Katholiek, 1852) vermeldt dat hij de hele nacht bij deze vijf was gebleven tot en met de strafvoltrekking de volgende dag. De vier ongedoopten zouden om hun doop gevraagd hebben. Grooff gaf hen daarbij de namen van zijn overleden voorgangers. Collega Schepers was doopborg. Voor de gang van zaken rondom deze vermeende kerstening bestaat geen zeker bewijs.

### Plantage-bezoeken
In de periode van de prefectuur onder leiding van Grooff -tot 1843- werden missionarissen alleen toegelaten op plantages van katholieke eigenaren of opzichters. Zoals:
- Berg en Dal, Rorac-en-Klaverblad, Toledo, Boxel en L'Espérance aan de Surinamerivier,
- De Vier Kinderen aan de Tawaricoerekreek (Pararivier)
- Maria Petronella en Frederikslust aan de Warappakreek (Commewijnerivier),
- Goed Accoord en La Jalousie aan de boven-Commewijne,
- La Ressource en de Morgenster aan de boven-Saramacca,
- Voorburg (en Fort Nieuw-Amsterdam) aan de beneden-Suriname,
- Gouvernementsplantage Voorzorg aan de Saramacca,
- Enkele katoenplantages aan de zeekust van Coronie.

Prediking aan zwarten en kleurlingen buiten Paramaribo was alleen gegund en toegestaan aan de Evangelische broeders. Eenmaal op een plantage gebruikten de rk missionarissen een hut of schuur als gebedsruimte, ten behoeve van doop, catechese of een mis. De bezoeken waren echter schaars en met name gericht op dopen. In het jaar 1843 werden slechts drie plantages bezocht. Vanaf dan komt er meer schot in de kerstening, met die kanttekening dat deze toch vaak oppervlakkig was en in aantallen gedoopten rooskleurig gerapporteerd. De religieuze praktijk van de slaafgemaakten vanuit Afrikaanse tradities (winti) werd geenszins weggevaagd, maar raakte meer aan het oog van de kolonisator onttrokken. De actieve plantage-paters onder Grooff waren (in volgorde van tijd): Schepers, Janssen, Kempkes, Donders, Heinink, Meurkens, Rutten en Magnée. In Grooff's overlijdensjaar, 1852, werden twaalf plantages of houtgronden bezocht. De meeste katholiek-gedoopten waren op dat moment te vinden op de plantages Susanna’s-Daal, Johanna Catharina, Pieterszorg, Boxel, L'Espérance, Toledo, Caledonia, Peperpot en Lust tot Rust.

### Lusthof Batavia
Een bijzonder aandachtspunt in het werk van Grooff was de melaatsheid. Vanaf 1826 bezocht Grooff enkele malen per jaar het staats-leprozenoord Batavia aan de Coppenamerivier, waarvan de directeur een katholiek was, J.H. Hek. Mede als gevolg daarvan gunde het gouvernement in 1830 de zielzorg aldaar aan de katholieken. Batavia was op dat moment de enige plaats buiten Paramaribo waar landsslaven, slaven in eigendom van het gouvernement, gedoopt mochten worden. Gouverneur-generaal (baron) Van Heeckeren betaalde Grooff 1000,- gulden per jaar voor zijn werkzaamheden op Batavia. Grooff kocht er grond en bouwde daarop een kerk met pastorie (bovenwoning) die gereed kwam in 1836. Vanaf dan is Batavia een statie met de mogelijkheid tot permanente bewoning door een of meerdere priesters. Vanaf 1844 woonden er vaste pastoors (achtereenvolgens Heinink, Rutten, Magnée en Donders, daarna redemptoristen). Grooff verbleef vaak en graag op zijn buitenplaats en noemde Batavia 'mijn lusthof'. Zijn plastische beschrijving van het melaatsenoord en het missiewerk daarbij voedde in Nederland de missionarisromantiek. Grooff creëerde een beeld van zelfopoffering en heldhaftigheid. Dit leidde tot aanzienlijke giften van weldoeners in Nederland. Katholieke weekbladen hielden succesvolle inzamelacties en Grooff's ster rees.

### Benoemingen
Op 29 oktober 1836 benoemde koning Willem II Grooff tot ridder in de Orde van de Nederlandse Leeuw. Op 23 april 1840 benoemde paus Gregorius XVI hem tot kamerheer-honorair en op 20 september 1842 tot titulair bisschop van Canéa (Kreta) en apostolisch vicaris van Batavia (Nederlands-Indië).

### Kerkslaven
In Suriname hadden de verschillende kerkgenootschappen slaafgemaakten in dienst als kerkbediende (koster), huishoudster, wasvrouw, timmerman en assistent in de keuken. Zo ook de katholieken op hun diverse missieposten. Voor zijn vertrek naar Nederlands-Indië in 1842 gaf Monseigneur Grooff een aantal van zijn slaven de vrijheid (manumissie). Zijn keukenmeid Rosetta viel die eer niet te beurt. Een van de vrijgelatenen was het kind Cornelis. Hij kreeg de naam Foorg, verwijzend naar de voormalige eigenaar, omgekeerd gespeld. Dit fenomeen van naamspelingen was in die tijd niet ongebruikelijk en zien we ook terug bij de afschaffing van de slavernij. In 1849 gaf Grooff nog eens zes kindslaven vrij.

## Nederlands-Indië
Op last van de Heilige Stoel verliet Grooff in oktober 1843 Suriname. Vervolgens werd hij op 26 februari 1844 in Leiden tot bisschop van Nederlands-Indië gewijd door baron/bisschop de Wijkersloot 
van Schalkwijk. 
Op 21 april 1845 arriveerde Grooff met vier priesters (Kerstens, Heuvels, Vanden Brand en Escherich) op het eiland Java. Kort daarop al kwam hij in conflict met het Nederlands-Indische gouvernement. Grooff schorste enkele priesters in Semarang en Soerabaja wegens 'onwaardig' gedrag en wilde hen vervangen. Het gouvernement beschouwde hen echter als haar ambtenaren. De verhouding tussen (katholieke) kerk en staat waren in 'de oost' anders dan in de westelijke koloniën en het benoemingsrecht was niet geregeld. Toen Grooff weigerde aan de eisen van het gouvernement te voldoen, werd hij op 19 januari 1846 door gouverneur-generaal Rochussen in zijn functie geschorst en samen met zijn vier priesters uitgezet uit Nederlands-Indië. 
De Vlaming Pierre Vrancken werd in 1847 tot coadjutor-apostolisch vicaris van Batavia benoemd en nam de functies van Grooff over op Batavia. 

## Opnieuw Suriname
Op 1 december van hetzelfde jaar 1846 benoemde paus Pius IX Jacobus Grooff tot apostolisch visitator van Nederlands-Guyana (Suriname), met behoud van zijn bisschopstitel. Een illusie armer vertrok hij in mei 1847 voor de tweede keer naar Suriname. Groof betrok een huurhuis in Paramaribo. Hij woonde samen met de jonge priester Rutten, in wiens gezelschap hij meermalen Batavia bezocht. In 1851 kreeg Grooff steeds meer last van epileptische aanvallen, die hem sterk uitputten. In oktober kocht hij een huis aan de Gravenstraat, waar hij op 29 april 1852 zou komen te overlijden, 51 jaar oud. Grooff werd begraven bij zijn voorgangers Wennekers, Van der Horst, Van der Weijden en Peters. Na zijn dood werd Grooff door zijn opvolgers geroemd als "den apostel der melaatschen".